# Mirosławin
Mirosławin – (kaszb. Mirosławino, niem. Augustwalde) kolonia w Polsce położona w województwie pomorskim, w powiecie słupskim, w gminie Redzikowo.
W latach 1975–1998 miejscowość położona była w województwie słupskim.

## Nazwa
Nazwa jest tzw. chrztem nazewniczym i ma charakter pseudodzierżawczy. Powstała przez dodanie do nazwy osobowej Mirosław formantu -in. Pierwotna niemiecka nazwa Augustwalde, wzmiankowana po raz pierwszy w 1780, ma charakter pamiątkowy i powstała ze złożenia dwóch członów: nazwy osobowej August i nazwy pospolitej Wald „las”.
Rada Języka Kaszubskiego proponuje opartą na polskiej kaszubską formę nazwy Mirosławino.